# Ribennes
Ribennes (okcitán nyelven Ribennas) korábbi község Franciaország déli részén, Lozère megyében. 2011-ben 165 lakosa volt.
2019. január 1-jén Lachamp korábbi községgel egyesült és az így létrejött Lachamp-Ribennes új község része lett.

## Fekvése
Ribennes a Margeride-hegység nyugati oldalán fekszik, Saint-Amans-tól 6,5 km-re délnyugatra, 1080 méteres (a községterület 917-1203 méteres) tengerszint feletti magasságban, a Colagne folyó völgyében (a Colagne-on Ribennes közelében hozták létre a Canivet-víztározót). A falutól délre található a Bouls-erdő.
Északról Serverette és Saint-Gal,  keletről Saint-Amans és Rieutort-de-Randon, délről Lachamp, délnyugatról Recoules-de-Fumas; nyugatról pedig Saint-Sauveur-de-Peyre és Javols községekkel határos.
Ribennes-nél keresztezi egymást a Saint-Amans-t Marvejols-lal (19 km) összekötő D999-es; valamint az Aumont-Aubracot (17 km) Mende-dal (20 km) összekötő D50-es megyei út.
A községhez tartozik Le Crouzet, Chassagnes, Les Pigeyres-Hautes, Les Pigeyres-Basses és Arbouroux.

## Története
A falu a történelmi Gévaudan tartományhoz tartozott.

### Demográfia
| Év   | Lakosság |
| ---- | -------- |
| 1793 | 667      |
| 1851 | 648      |
| 1876 | 626      |
| 1901 | 622      |
| 1936 | 529      |

| Év   | Lakosság |
| ---- | -------- |
| 1946 | 491      |
| 1954 | 366      |
| 1962 | 296      |
| 1968 | 271      |

| Év   | Lakosság |
| ---- | -------- |
| 1975 | 259      |
| 1982 | 228      |
| 1990 | 215      |
| 1999 | 172      |
| 2010 | 166      |

## Nevezetességei
- Temploma az elpusztult középkori templom helyén épült 1842-ben.
- Dolmenek Chassagnes-ban és La Bessière-ben.
- Combettes-kastély - a 17-19. században épült. Híres tulajdonosa volt Jourdan Combettes, Mende polgármestere a francia forradalom idején.[3]
- Cheminade-kastély - a 17-19. században épült.
- Régi gránitkeresztek Chassagne-ban és Ribennes-ben (utóbbi 18. századi).

## Kapcsolódó szócikk
- Lozère megye községei